# Virus dsDNA-RT
Virusurile dsDNA-RT sunt al șaptelea grup din clasificarea virusului Baltimore. Acestea nu sunt considerate virusuri ADN (clasa I din clasificarea Baltimore), ci mai degrabă inversează transcrierea virușilor, deoarece se reproduc printr-un ARN intermediar. Cuprinde familiile Hepadnaviridae și Caulimoviridae.
Termenul "pararetrovirus" este de asemenea utilizat pentru acest grup. Termenul a fost introdus în 1985.